# Villeroy (Yonne)
Villeroy ist eine französische Gemeinde mit 385 Einwohnern (Stand: 1. Januar 2022) im Département Yonne in der Region Bourgogne-Franche-Comté (vor 2016 Bourgogne). Villeroy gehört zum Arrondissement Sens und zum Kanton Gâtinais en Bourgogne (bis 2015 Chéroy).

## Geographie
Villeroy liegt etwa acht Kilometer westsüdwestlich des Stadtzentrums von Sens. Umgeben wird Villeroy von den Nachbargemeinden Villebougis im Norden und Nordwesten, Nailly im Norden und Nordosten, Subligny im Süden und Osten sowie Fouchères im Westen und Südwesten.
Durch die Gemeinde führt die Autoroute A19.

## Bevölkerungsentwicklung
| Jahr                       | 1881 | 1962 | 1968 | 1975 | 1982 | 1990 | 1999 | 2006 | 2013 |
| Einwohner                  | 187  | 120  | 111  | 131  | 227  | 242  | 254  | 269  | 409  |
| Quellen: Cassini und INSEE |      |      |      |      |      |      |      |      |      |

## Sehenswürdigkeiten

Kirche Saint-Sulpice

- Kirche Saint-Sulpice